# Simulated Reality
『Simulated Reality』（シミュレーテッド・リアリティ）は、音羽-otoha-のメジャー2枚目のEP。2024年11月20日にキューンミュージックからリリースされた。
EPのリリースに先立って、2024年10月6日に本EP収録曲の「闇夜のダンサー -Dancer in the Dark Night」が配信限定でリリースされた。また、「闇夜のダンサー -Dancer in the Dark Night」はTVアニメ「シャングリラ・フロンティア」2nd season 第1クールエンディングテーマとなっている。

## 背景
本EP収録曲の「闇夜のダンサー -Dancer in the Dark Night」はTVアニメ「シャングリラ・フロンティア」2nd season 第1クールエンディングテーマとして書き下ろされた。音羽-otoha-自身は「この世界はバーチャル(仮想)である。」と思い込みながら、書き下ろしたと語っている。

## リリース
2024年9月12日に、「闇夜のダンサー -Dancer in the Dark Night」がTVアニメ「シャングリラ・フロンティア」2nd season 第1 クールエンディングテーマになると発表されると同時に、『Simulated Reality』がCD＋Blu-rayとしてリリースされることが発表された。完全生産限定盤としてリリースされた。

## 収録内容
| 全作詞・作曲: 音羽-otoha-。 |                                                             |             |             |                                 |      |
| #                           | タイトル                                                    | 作詞        | 作曲・編曲  | 編曲                            | 時間 |
| 1.                          | 「闇夜のダンサー -Dancer in the Dark Night」                | 音羽-otoha- | 音羽-otoha- | 音羽-otoha-、川口圭太           | 3:59 |
| 2.                          | 「鮮やかなグレー」                                          | 音羽-otoha- | 音羽-otoha- | 音羽-otoha-、三井律郎           | 3:51 |
| 3.                          | 「IYAIYA」                                                  | 音羽-otoha- | 音羽-otoha- | 音羽-otoha-、奈良悠樹、Wiz_nicc | 3:43 |
| 4.                          | 「集合地点」                                                | 音羽-otoha- | 音羽-otoha- | 音羽-otoha-、PRIMAGIC           | 3:19 |
| 5.                          | 「闇夜のダンサー -Dancer in the Dark Night -Instrumental-」 | 音羽-otoha- | 音羽-otoha- | 音羽-otoha-、川口圭太           | 3:59 |
| 合計時間:                   | 合計時間:                                                   | 合計時間:   | 18:51       |                                 |      |

| #  | タイトル                                                                               | 作詞 | 作曲・編曲 |
| -- | -------------------------------------------------------------------------------------- | ---- | ---------- |
| 1. | 「音羽-otoha- presents "ロック・ヒーローに花束を" at Shinsaibashi BIGCAT」             |      |            |
| 2. | 「Behind the Scenes "闇夜のダンサー -Dancer in the Dark Night" Music Video」           |      |            |
| 3. | 「"闇夜のダンサー -Dancer in the Dark Night" Music Video」                             |      |            |
| 4. | 「TVアニメ『シャングリラ・フロンティア』2nd Season 第1クール Non-Credit Ending Video」 |      |            |